# 近代中国基督新教史
十九世纪早期，英语圈发生了宗教大复兴（常被称为第二次大觉醒），因此促进了海外的宣教，于是英美国家的不少传教士到世界许多国家和地区去传播基督教的信仰。十九世纪被称为宣教的伟大世纪。
1807年，第一位新教传教士马礼逊进入中国，之后陆陆续续有更多的传教士及他们的妻子和儿女来到中国。传教士刚入中国的时候，清朝采取的依然是闭关锁国的政策，所以他们只能逗留在澳门与广州十三行。1842年签订条约之后，传教士们能够住在五个通商口岸。1860年第二次鸦片战争之后，传教士得以进入内陆。
在接下来的几十年内，新教的传教事业发展很迅速。1860年只有60位新教传教士，到1900年已经有2500位传教士（包括他们的妻子儿女），其中1400位来自英国，1000位来自美国，100位来自欧洲，主要是北欧国家。到1920年代，新教的传教事业达到顶峰，之后由于中国内部的战争和动荡，情况不如以前。到1953年，所有在华( 中國大陸 )新教传教士被驱逐出境。

## 1807-1842年 (嘉慶十二年至道光二十二年) 的传教士活动
早年，马礼逊和其他几个在他之后来华的传教士只能留在澳门和广州十三行，传教的困难重重。马礼逊的主要工作是学习汉语，并将圣经翻译到中文，后来他出版了神天圣书。1826年 (道光六年)，当时在位的道光皇帝将之前禁止巫术、妖术的法律修订后再次颁布，这新的法律禁止人传播基督教，违者判以死刑。入教的中国人，若不放弃他们的信仰，会被发配到新疆做奴隶。来华的第一位美国新教传教士是裨治文，他于1830年(道光十年)抵达中国广州，他编辑了《中国丛报》。第一位来华的新教医生是美国的伯驾，他在1835年(道光十五年)来到广州。他建了一个诊所，医治了很多中国人。

## 1842年-1900年 (道光二十二年至光緒二十六年) 的传教范围扩大

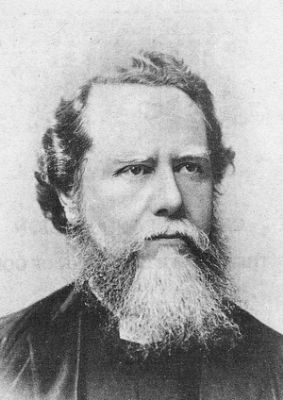
1885年的戴德生

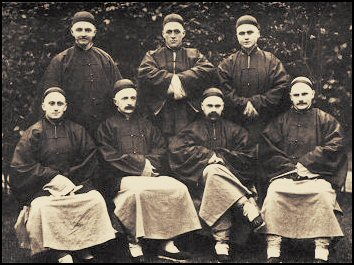
身穿长袍马褂的剑桥七杰，1885年

第一次鸦片战争，中国战败，1842年 (道光二十二年) 签订南京条约。当时，既懂中文又懂外文的只有传教士，所以一些传教士参与了条约的翻译工作。根据南京条约，中国开放五个通商口岸：广州、厦门、福州、宁波、上海。传教士得以进入这些通商城市。第二次鸦片战争，英法打败清军，签订北京条约，允许传教士到内陆传教。1859年 (咸豐九年) 英国发生了宗教复兴，推动很多人到国外传教，不少英国传教士来到中国。1865年 (同治四年) ，英国传教士戴德生创立了内地会。当时在华传教士人数很少，几乎是沧海一粟，因此戴德生和其他人呼吁更多传教士前往中国。英美的很多差会响应戴德生的呼吁，也有不少新的差会建立，征召很多人加入，包括很多大学生，成为海外传教士。当时美国的穆迪牧师影响了很多年轻人，促使他们献身宣教事业。此时最著名的差会机构是内地会、伦敦会、美部会。其他差会有浸信会、长老会、卫理公会，等等。在此期间来华的著名传教士是：丁韪良、狄考文、倪维思、明恩溥、理雅各、麦都思等人。剑桥七杰、欧柏林学生团（Oberlin Band）、学生志愿运动在当时的传教运动中也受到了很多人的关注。

## 在华传教士生活状况
19世纪在华传教士的生活是艰辛的，很多人或因健康不佳或因压力过大而中途辞职，学习中文的过程是非常漫长而艰难的。在内地会派出的首批五十三个传教士当中，只有二十二位还留在宣教工作中，而在这些人中间，只有四五个男人和三四个女人身体状况还比较好。虽然十九世纪来华的传教士大多数是健康的年轻人，但有一半人在十年之内就已经辞职或死亡。健康原因是他们辞职的主要原因。据估算，传教士所生儿女的死亡率是英国乡村家庭所生儿女死亡率的三倍。到十九世纪晚期，传教士更加了解中国的生活情况，而且来华医生也增加很多，所以他们的生活条件有所改善。

## 女传教士
起初，很多差会只派出结婚的夫妻或单身男子做传教士，不接受单身女子做传教士，因为觉得她们的安全无法保障，后来此种状况发生了变化。第一个来华的单身女传教士是英国的艾迪綏，1844年她在宁波创建了一所女子学校，名为宁波女塾。后来，女传教士（单身和已婚）的数量超过了男传教士，到1919年，美国循道宗和公理会所差派的女传教士是男传教士的两倍多。当时，由于中国文化，男传教士无法与中国的女人接触，所以向她们传道就是女传教士的责任。此外，女传教士也管理女子学校，女传教士医生也为女人看病。在反对女子裹足的运动中，女传教士扮演了主要的角色。

## 翻译圣经
天主教虽然在明朝就来到了中国，但是他们并不重视圣经，所以一直没有翻译中文圣经，直到1968年才翻译了自己的思高本圣经。但是新教历来重视圣经，视之为绝对权威，所以新教传教士一进入中国，就开始翻译圣经。马礼逊在1807年来到中国之后不久，就着手翻译新约和旧约。
文言文圣经
19世紀初，浸信会的馬士曼在印度塞蘭坡翻譯聖經，其同工是拉沙，1811年 (嘉慶十六年) 譯畢新約，1822年 (道光二年) 舊約亦告成，並於同年出版《新舊遺詔全書》，这就是马士曼译本，是新教最早出版的中文聖經。同一時候，馬禮遜和米憐亦在廣州翻譯聖經，1813年 (嘉慶十八年) 出版新約，1823年 (道光三年) 出版舊約，定名為《神天聖書》。
19世纪30年代，麥都思、郭士立、裨治文及馬禮遜兒子馬儒翰修訂馬禮遜譯本，麥都思負責新約，郭士立負責舊約。1835年 (道光十五年) 新約譯畢，1837年 (道光十七年) 出版，名為《新遺詔書》，而舊約則在1838年 (道光十八年) 出版。后来郭士立又多次修订麥都思的新約，改名為《救世主耶稣新遺詔書》。
浸信會的高德後來修訂了馬士曼的譯本，与1853年出版新约，高德去世后，怜为仁译完了旧约，稱為高德譯本。
1843年 (道光二十三年) 傳教士在香港召開會議，決定成立委員會翻译聖經，此譯本稱為委辦譯本。1850年 (道光三十年) 新約出版。期间，傳教士就God譯名當用「上帝」或是「神」起爭論，委員會於是分裂。麥都思、等傳教士以「上帝」為譯名，繼續翻譯舊約，1853年(咸豐三年) 完工，1854年(咸豐四年)出版，仍稱委辦譯本。
裨治文與克陛存、文惠廉等美國傳教士退出委办翻译委員會，主張用「神」為譯名，另行翻譯聖經，即裨治文文理译本，於1862年 (同治元年) 出版。
施約瑟在19世紀末獨自一人將新舊約翻譯成文理聖經，稱為二指版聖經。包尔腾和白漢理也將新約翻譯成文理聖經；楊格非也曾自行翻譯文理新約。中國各地傳教士，亦有從文理聖經翻譯為當地方言。
1890年 (光緒十六年) 在上海召开的传教士大会决定翻译一部各方接受的和合译本，包括文理版和官话版。1919年 (民國八年) 文理和合本问世。
白话文聖經
- 南京官話：麥都思、施敦力將文理委辦譯本的新約改為南京官話，1857年出版新约，是第一本、也是惟一的一本南京官話聖經。
- 北京官話：1872年 (同治十一年)，北京翻译委员会（施约瑟、丁韪良、白汉理、包约翰、艾约瑟）翻译和出版了北京官话新约全书，1874年(同治十三年)，施约瑟独自一人翻译并出版北京官话旧约全书。1978年，英国圣经公会将两者合在一起出版，即北京官话新旧約全书。
- 杨格非官话新约：1889年 (光緒十五年)，英国传教士杨格非出版了自己翻译的官话新约。
- 官话和合本：1919年 (民國八年) 出版，是现今中国新教教会通行的圣经。

## 反对鸦片
19世纪，鸦片贸易为英国带来了丰厚的利润。早期传教士中，发声谴责鸦片贸易的有美国传教士裨治文，其他人的态度则不明确。也因着美国传教士的努力，所以在1844年 (道光二十四年) 中美签订的望厦条约禁止美国商人从事鸦片贸易。美国杜步西在中国目睹鸦片造成的灾难，与柏乐文等传教士和基督教医疗工作者成立中国禁烟会。杜步西担任首任会长。该禁烟会通过在华传教士医生收集了关于鸦片危害的大量数据；1899年 (光緒二十五年) ，该禁烟会出版了影响深远的书籍《一百多医生对华人吸食鸦片的意见》(Opinions of Over 100 Physicians on the Use of Opium in China)。该书阐述了禁烟会的宗旨，陈言鸦片的危害，最终影响了公众舆论反对这项贸易。终于，杜步西获得了美国总统西奥多·罗斯福、美国国会和万国禁烟会的支持。1906年 (光緒三十二年)，中国禁烟会取得成功，英国国会声明鸦片贸易是“道德上没有辩护余地的”。杜步西征集了一份超过1000名在华传教士签名的请愿书，上书给光绪皇帝。皇帝下诏，禁止鸦片的贸易和吸食。

## 反裹足
虽说“身体发肤，受之父母，不敢毁伤，孝之始也”，但士大夫们却对与性欲相关的女人裹足大加推崇，以致盛行千年而不衰。然而，在华的传教士，特别是女传教士，积极推动反裹足运动。1860年代，美国长老会的 Helen Nevius 及其他人就开始与裹足陋习斗争了，她们呼吁女基督徒不要裹足，并且为她们搭桥牵线，帮助她们寻找合适的男基督徒与她们成婚。1872年 (同治十一年)，在北京的循道宗女传教士Mary Porter禁止裹足女孩在她学校读书。1874年 (同治十三年) 厦门成了一个反裹足组织。到1908年 (光緒三十四年) ，大多数的中国精英已经发出了反对裹足的声音，在1911年 (宣統三年) 裹足在法律上予以禁止。

## 报刊杂志、文学创作、文学翻译
传教士米怜创办的《察世俗每月统记考》是中国新闻报刊史上第一份中文期刊，于1815年 (嘉慶二十年) 创刊于马六甲，本刊物侧重宗教和道德。米怜在此刊物上连载了他自己创作的章回体小说《张远两友相论》。郭士立创办的《东西洋考每月统纪传》是中国境内最早的中文期刊，创刊于1833年 (道光十三年)，与前者不同的是，此刊削减了宣教的篇幅，更多地介绍了新闻、天文、地理、政治、军事等内容。传教士办的中文报刊有《遐迩贯珍》（香港）、《中外新报》（宁波）、《六合丛谈》（上海）。
《万国公报》是1868年9月5日 (同治七年七月十九日) 在上海由林乐知等传教士创办的一份刊物，也是一份对中国近代发展影响巨大而深远的刊物。由于其广泛介绍西方，受到维新人士和地方要员的重视。从李鸿章、张之洞这些重要的政府官员到日本天皇都长期订阅这份杂志。孙中山所写“致李鸿章书”，“上李鸿章书”也都在《万国公报》上发表。
米怜原创了章回体小说《张远两友相论》，郭士立创作了小说《正邪比较》（1838年），杨格非创作了小说《引家当道》。杨格非的《引家当道》是传教士原创小说中最具文学性的一部。
英国传教士宾为霖（William Burns）翻译的文言文《天路历程》当时影响很大，多次再版。此外，杨格非也翻译了浅文言小说《红侏儒传》(The Terrible Red Dwarf)。
传教士也翻译或创作了很多面向儿童的福音小说。第一部由传教士翻译的儿童福音小说是《金屋型仪》(The Thirza, the Attractive Power of the Cross)。其后有《欠债寓言》、《焚船寓言》、《安乐家》、《两可寓言》、《除霸传》，其中《安乐家》的影响最大。狄考文的妻子狄文爱德翻译了《天路日程》(Stepping Heavenward)，是一部受《天路历程》影响而写作的日记体小说，此外她也翻译了《扣子记》。英国伦敦会的季理斐夫人翻译了不少福音小说，如《幼女遇难得救记》、《贫孩得胜》、《伶俐幼孩故事记》、《饥渴有福》、《幼女诞礼遗范传》、《惜畜新编》、《牲畜罢工记》。费启鸿夫人翻译了四部福音童话，其中有《大皇帝的差役》。
传教士也翻译了西方的著名童话和寓言。丁韪良曾翻译《伊索寓言》的部分篇目，季理斐博士翻译了英国儿童文学女作家格铁夫人所著寓言故事《自然寓言集》的第二集《和声鸣盛》，他的妻子翻译了第一集，名为《喻言丛谈》。此外，传教士也翻译了《一千零一夜》、《安徒生童话》、《鲁宾逊漂流记》、《格林童话》、《豪夫童话》，并将莎士比亚、托尔斯泰、狄更斯、霍桑的名著改编为儿童文学。
美国的亮乐月创作和翻译了很多小说，如《东方一夕话》、《改良家政小史》、《各国童谈》、《儆世名言》、《客店无空房》、《乱世女豪》、《蒙养准绳》、《秘园》、《韦师母在包菜园》、《五更钟》、《小英雄》。
1875年 (光緒元年) 中国启蒙儿童第一报《小孩月报》问世，对此后儿童报刊及中国本土的近代儿童报刊起到了示范作用。其后由教会创办的《花图新报》、《孩提画报》、《训蒙画报》、《成童画报》、《福幼报》等弥补了晚清儿童读物的匮乏。

## 引进西方思想和向西方介绍中国
丁韪良在1860年代翻译了《万国公法》，是介绍到中文的第一部国际法，对中国处理外交事务和维护主权提供了一定的帮助。丁韪良也在此书中创造了很多新的中文词汇，如权利、主权、法院、人民、国体、自治、章程、政治、选举、司法、国会、制宪、领事等，使长期生活在封建专制下的中国人民开始了解西方世界，懂得诸如民主、平等、自由、权利、法治、选举等重要政治和法律制度、观念。李提摩太曾翻译了《泰西新史揽要》，介绍了西方的民主、自由等现代政治理念。李鸿章、张之洞、翁同龢等都对此书表示赞赏。梁启超认为，此书“述百年以来欧美各国变法自强之迹，西史中最佳之书也“。
裨治文撰写《美理哥国志略》，介绍了美国政治制度。《美理哥国志略》备受中国知识界推崇，王韬称该书“自创国至今，原本具备，于一邦之制度事实，有所考证，中国史册所必采也”。梁启超把它收入《西学书目表》，列为了解西方史地的必读书。魏源编纂《海国图志》，徐继畬编著《瀛环志略》，都曾大量征用和参考裨治文所写的《美理哥国志略》，也赞叹美国的民主制度。徐继畲曾称赞华盛顿：”华盛顿，异人也，起事勇于胜广，割据雄于曹刘。既已提三尺剑开疆万里，乃不僭位号，不传子孙，而创为推举之法，几于天下为公……泰西古今人物，能不以华盛顿为称首哉？”此外，魏源也在他的《海国图志》中征引了《东西洋考每月统纪传》。
裨治文编辑了《中国丛报》，它是近代中国最重要的英文期刊之一，向西方介绍了中国的政治、经济、文化、宗教、民俗等很多方面的情况，为美国的汉学研究奠定了基础。《中国丛报》也译介了中国的很多小说，从1833年到1850年，翻译介绍的小说有《香山宝卷》、《三国演义》、《平南后传》、《神仙通鉴》、《谢小娥传》、《正德皇游江南》、《搜神记》中部分故事、《聊斋》、《红楼梦》、《灌园叟晚逢仙女》。
米怜与鲍康宁都曾翻译了《圣谕广训》，向西方介绍了这一盛行于清朝的著作。李提摩太翻译了吴承恩的《西游记》，并且用英文撰写了介绍佛教的书籍。美国传教士卫三畏在1848年出版的《中国总论》曾被美国许多大学使用，使美国人加深对中国的理解。
理雅各翻译了《大明正德皇游江南》，1843年在伦敦出版。从1841年开始，理雅各着手翻译中国经典。1861年-1872年相继出版《中国经书》五卷，包括《论语》、《大学》、《中庸》、《孟子》、《书经》、《诗经》及《春秋左传》。1879年-1891年相继出版《中国经典》六卷，包括《书经》、《诗经（与宗教有关的部分）》、《孝经》、《易经》、《礼记》、《道德经》、《庄子》等。

## 创建医院
1834年 (道光十四年)，美国传教士伯驾来到中国，开设诊所，行医治病，帮助了不少中国百姓。玛高温1843年 (道光二十三年) 在宁波创办了第一所西式医院，1883年 (光緒八年) 成为华美医院，在当时是一家具有较高水平的医院。在1900年 (光緒二十六年) 之前，新教传教士在广东、广西、浙江、江苏等地开设了四十多个诊所，最著名的是广州博济医院，此外有上海仁济医院，福州柴井医院，汉口普爱医院，汕头益世医院，通州医院，保定戴德生纪念医院，上海同仁医院，南京鼓楼医院，等等。到1937年止，在华新教教会所办的医院有三百所，另有小型诊所六百所。传教士将西方的医学和医术介绍到中国，翻译了西医著作，创办了介绍西医的刊物，为中国培养出很多医生和护士。

## 兴办学校
1818年 (嘉慶二十三年)，马礼逊於馬六甲创办了英华书院，后来于1843年 (道光二十三年) 迁到了香港，由理雅各负责。1844年 (道光二十四年)，宁波女塾，由第一个来华的单身女传教士艾迪綏在宁波创建，是中国第一所女子学校。1845年 (道光二十五年)，美国长老会在宁波开设一所男塾。其后又有多所学校在香港和五个通商口岸开设。到1875年 (光緒元年) ，新教传教士开办的学校有三百五十所，以小学为主。其中狄考文在1864年 (同治三年) 于山东登州创办的蒙养学堂非常有名，1876年 (光緒二年) 改为登州文会馆。圣公会创办了上海圣约翰大学，循道宗创办了东吴大学、金陵大学、华南女子大学，浸信会创办了沪江大学，长老会创建了之江大学和岭南大学，伦敦会创建了协和医学堂；还有新教几个宗派合作创建了金陵女子大学、燕京大学、齐鲁大学、华中大学、福建协和大学。到1914年 (民國三年) 为止，美国传教士开设的初等学校有近两千所，中高等学校共二百八十多所；英国传教士开始的初等学校有一千四百多所，中高等学校有二百四十所。

## 编写教科书
新教传教士在1877年 (光緒三年) 召开了传教士大会，会上决定要成立教科书委员会，编写教材。到1890年 (光緒十六年)，出版了三万册教科书，有近六十种，多是宗教教材，也有数理化、历史、地理的教材。教科书的编纂强调宗教的重要性，避免科学和宗教的对抗，将科学与宗教结合起来。

## 引入盲文
首开中国盲教学的是澳门女塾（附带招收男生），该校1835年9月30日 (道光十五年八月九日) 由传教士郭士立夫妇创办，是外国教会在华创办的第一所具近代范式的学校。中文盲文的缔造者是苏格兰圣经公会的威廉·穆瑞(William Hill Murray)牧师，他1870年 (同治九年) 来华，作为一名四处走动的派发圣经人，能够广泛地接触到中国的残疾人，他发现流浪乞丐中的很多都是盲人，所碰到的际遇给他以深深触动，从而萌生创制盲文拯救盲人的念头。他跟在北京的英国传教士道觉（Mina Dudgeon）学习盲文。又向所能接触到的中国人学习中文，后来还有美国传教士柯乐赛等人的参与。他们将北京官话与“布莱叶点字法”结合认读，经过不断的试验和改进，终于在1874年 (同治十三年) 前后设计，在1879年 (光緒五年) 前后最后定型了中文最早的盲字系统。这是中国历史上第一套中文盲字系统，中文名曰“康熙盲字”，又称“瞽目通文”，西文称The Murray Numeral System。康熙盲字”是中国最早使用的盲文，穆瑞此举为中国的盲界作了一件具启明灯意义的好事。“借助于康熙盲字，许多盲童和盲人们的指尖成了他们的眼睛，知识通过他们的指尖注入他们的头脑，流入他们的心田，对这些盲人来说，光明的世界不再是难以祈求的梦想”。
“康熙盲字”以北京语言为基准设立，虽适用于广大的北方地区，但在南方的方言区，因语音语调和话本方言不同，当地盲人的认读还是有困难。继之出现的是“大卫·希尔法”，亦称“声母韵母法”，或“汉口法”，由循道会来华传教士大卫·希尔(David Hill)等创制，故以其名字命名。希尔的中文名字叫作李修善，是基督新教来华史上是一位声名远播的圣人般人物，“李氏尤关心盲人，并创办训盲学校。……至今犹遗爱在人，令名孔彰。”“大卫·希尔法”大致在1888至1889年间形成。
香港巴陵会牧师哈特蒙(F. Hartmann)等将“布莱叶法”与广东方言结合，创制新盲文，巴陵会的传教士还编写过盲文广东话的识字课本和《路加福音》的片断。
1913年 (民國二年) 12月，“英国圣经公会”和“美国圣经公会”联合邀请有关方面在上海召开会议，一些代表各主要方言区的专家被特邀与会，会议讨论的主题就是商讨制定一种标准的汉语盲文体系。按照中国官话的统一发音并和“布莱叶符号”组合，从而形成一种新的盲文体系，体系因采纳了以往各种盲文体系的优点，将各盲文法的优长融于一炉，故名“和合布莱叶法”（Union Braile System），简称“和合法”；后来中国人最习惯的名称是“心目克明”。

## 印刷所引入先进的印刷技术
上海墨海书馆，是1843年 (道光二十三年) 英国伦敦会传教士麦都思、美魏茶、慕维廉、艾约瑟等在上海创建的书馆。墨海书馆是上海最早的一个现代出版社，为上海最早采用西式汉文铅印活字印刷术的印刷机构。墨海书馆培养了一批通晓西学的学者如王韬、李善兰，他们和艾约瑟、伟烈亚力等撰写、翻译了许多介绍西方政治、科学、宗教的书籍。
华花圣经书房，1844年2月23日 (道光二十四年一月六日) 初创于澳门，1845年7月19日 (道光二十五年六月十五日) 迁至宁波。华指中国，花指花旗国，即美国。1860年 (咸豐十年) 搬迁到上海，更名为“美华书馆”。它曾是西方传教士在中国办的规模最大、设备最齐全的一家活字排版、机械化印刷的出版社，并取代了第一家进入上海的新教出版机构，即墨海书馆的领头地位。商务印书馆在草创时期，其主要技术力量就来自美华书馆。其创办人夏瑞芳、鲍咸恩、鲍咸昌、高凤池都是美华书馆的工人，他们在创立时得到了长老会牧师费启鸿的帮助。

## 介绍西方音乐
新教传教士来到中国后，通过教会赞美诗将西方音乐介绍到中国。1858年 (咸豐八年) 出版的《圣山谐歌》，目前被音乐史界认定为新教印有五线谱赞美诗的最早年代。黄时鉴教授指出，1856年 (咸豐六年) 出版的《赞神乐章》可能是首次在中国出版的中文的五线谱课本。

## 慈幼事业和救济事业
新教慈幼事业包括孤儿院、盲童学校、聋哑学校等慈善机构。传教士在太原、长沙、广州、上海、宁波、福州、武昌设立了孤儿院，在汉口、福州、北京开设了盲童学校。
从十九世纪末到二十世纪初，中国发生了八次严重的灾荒，时间为1862年 (同治元年) ，1876-1879年 (光緒二年至五年)，1898-1899年 (光緒二十四年至二十五年)，1901年 (光緒二十七年)，1902年 (光緒二十八年)，1906年 (光緒三十二年)，1910-1911年 (宣統二年至三年)，1911-1922年 (民國元年至十一年)。传教士参与的赈灾有五次，分别是1876-1879年间 (光緒二年至五年)，1902年(光緒二十八年)，1907年(光緒三十三年)，1910-1911年 (宣統二年至三年)，1911-1922年 (民國元年至十一年) 。
在1876-1879年 (光緒二年至五年)的丁戊奇荒中，传教士首先利用报纸来宣传灾情，《字林西报》、《晋源报》、《万国公报》都对灾情进行了报道，涵盖了各地灾情进展，受灾人口损失情况，物价变化，贩卖人口，杀人食肉等情况。然后，提出救灾措施，《字林西报》和《万国公报》刊登了讨论如何救灾的文章，对清廷赈灾不足提出针砭，此外刊登劝捐文告。他们在中国各地和海外国家设立救灾委员会，合理有序地接受和发放赈款。1877年 (光緒三年)，”山东赈灾委员会“在上海成立，委员有传教士慕维廉等人，旨在游说在上海的西方人捐输。截止到1877年 (光緒三年 )秋天山东委员会结束工作，总共募集了大约30362两白银。根据山东委员会的账目，李提摩太在此期间共发放了约19120两白银。李提摩太在此次赈灾中是主要的发起者和参与者，他在山东、山西积极投入了赈灾活动中，也向山东和山西的地方官提出了很多相关的措施和建议。1878年2月 (光緒四年正月)，一些传教士又成立了”中国赈灾基金委员会“，开始面向世界求助，成立当天，就在英国的报纸上刊登了请求启。英国、美国、加拿大、澳大利亚等11个国家和地区通过捐款参与了赈灾。

## 1901-1945年的发展、挫折
1900-1925年被称为是基督教的“黄金时期”。1920年代中国兴起了非基督教运动，但此时期的圣经销量不但没有减少，反而大大增加。当时在上海出版的《字林西报》称：“1925年，圣经在华销量高达374万本，比1924年增加了100万本。”传教士在此阶段也创建了医院，如夏葛女子醫學院，著名毕业生有周理信（1890–1979）和黃婉卿。此外，还建立了湖州醫院，当时已有了化验室，X光室，和护士学校。柏格理在苗族当中做了很多宣教工作。在傈僳族中，英国传教士富能仁传道三十多年，对当地人产生了很大影响。到1990年代，傈僳族有90% 是基督徒。
1934年，师达能夫妇在安徽遇害，之后却激励了新一代的传教士来到中国。日本侵华之后，内地会和其他很多传教组织将总部搬迁到了重庆。1941年日本与西方国家交战之后，日本拘禁了在华的很多外国人，其中包括一千名传教士，将他们关在了山东潍县集中营和香港的赤柱拘留營，直到1945年才释放。曾获得奥运金牌冠军的传教士，埃里克·利德爾，就关押在潍县集中营。日本方面曾向英美等国家提出用集中营裏的侨民交换战俘，而埃里克亦名列第一批名单中。但是，他将这个逃生机会让给了其他人，繼續留在集中营幫助別人。最後，由于被迫劳动过度和营养不良，埃里克於1945年在集中营中因脑肿瘤逝世。
南京大屠杀期间，一些传教士、金陵大学与金陵女子文理学院教授、医生、商人等共同建立了3.88平方公里的“南京安全区”，德国商人约翰·拉贝担任安全区委员会第一任主席。约翰·马吉牧师担任安全区委员会委员。马吉牧师曾参与救助中国难民，并拍摄了日本军人屠杀中国人的纪录片。美国女传教士魏特琳也积极营救中国难民，利用金陵女子文理学院保护了上万名中国妇孺难民。她从1937年8月12日到1940年4月的日记中，详细记载了在日本占领下南京的情形，并邮寄给该学院在美国纽约校董会的校友。

## 最后离开
截止1953年，在华传教士尽数被驱逐出中国大陆，最后一个离开大陆的差会是中国内地会。

## 评价
中国官方的评价一直都很低，在文革期间更是全盘否定，在长期的宣传中，一直批评传教士是帝国主义的帮凶，是殖民主义分子，是文化侵略者。在此大环境下，早期的某些学者，如顾长声，对传教士基本上是持否定态度的，认为他们的赈灾和慈善也是为了“盗取中国人的心”。

## 参看
- 中國基督教史
- 内地会在华传教士列表
- 基督教在华差会
- 传教士
- 一百名同工
- 马礼逊

## 相关书籍
- Austin, Alvyn, , Grand Rapids, Michigan: Eerdman's, 2007
- 海思波, , London: Morgan & Scott, 1901  [2006-06-21], （原始内容存档于2012-11-06）.
- Latourette, Kenneth Scott, , New York: Macmillan, 1929.  Detailed survey, with quotes from many documents but not so much analysis.
- Maclay, Robert Samuel, , Carlton & Porter: 337, 1861  [2011-07-06], （原始内容存档于2020-09-29）
- Spence, Jonathan D, , WW Norton & Company, 1991, ISBN 0-393-30780-8

## 扩展阅读
- Daily, Christopher A. . Hong Kong: Hong Kong University Press. 2013.
- Fulton, Austin. . Edinburgh: St Andrews Press. 1967.
- 柯文. . Fairbank, John K  (编). . 10 Pt 1. Cambridge University Press. 1978: 543–90.. Balanced survey; the Bibliographical essay (pp. 611–24) covers monographs and articles in English, Japanese, and Chinese.
- Hunter, Jane. . New Haven, Connecticut: Yale University Press. 1984.
- Hutchison, William R. . Chicago: University of Chicago Press. 1987. ISBN 0-226-36309-0.. Lucid explanation of the social philosophy and theology of missions.
- Latourette, Kenneth Scott. . III: The 19th Century Outside Europe; the Americas, the Pacific, Asia and Africa. 1969..
- ———. . V: The twentieth century outside Europe: the Americas, the Pacific, Asia, and Africa: the emerging world Christian community. 1962..
- Neils, Patricia (编). . 1990..  Research essays.
- 戴德生.  3rd. London: James Nisbet. 1868.
- Rabe, Valentin H. . 1978.. 299 pp.
- Thompson, Larry Clinton. . Jefferson, North Carolina: McFarland Publishing Company. 2009.
- Townsend, William. . London: S.W. Partridge. 1890.
- Varg, Paul A. . World Affairs Quarterly. 1956, 27 (2): 153–71..
- ———. . 1958..
- 伟烈亚力. . Shanghai: American Presbyterian Mission Press. 1867.